# My Back Pages
My Back Pages is een lied van de Amerikaanse zanger en liedschrijver Bob Dylan. Het werd uitgebracht als de achtste track op zijn album Another Side of Bob Dylan uit 1964. In 1967 werd het opgenomen door de groep The Byrds, die het op hun album Younger Than Yesterday plaatsten. Op 13 maart van dat jaar werd het uitgebracht als de tweede single van het album.

## Achtergrond

### Originele versie
My Back Pages is geschreven door Dylan en geproduceerd door Tom Wilson. In 1964 was dit het laatste nummer dat Dylan schreef voor zijn album Another Side of Bob Dylan. Op 9 juni 1964 werd het tevens het laatste nummer dat in Columbia Studio A in New York voor het album werd opgenomen. Hierbij gebruikte Dylan de werktitel Ancient Memories. Het is deels geïnspireerd door het volksliedje Young but Growing. De melodielijn is enigszins te vergelijken met die van The Lonesome Death of Hattie Carroll, dat op Dylans vorige album The Times They Are a-Changin' verscheen. Dylan is de enige muzikant die op het nummer te horen is. Hij speelt in een stijl die doet denken aan oudere protestsongs, met zijn karakteristieke nasale stem en met een akoestische gitaar. In deze originele versie is het lied in de driekwartsmaat van een wals.
In de tekst van My Back Pages bekritiseert Dylan zichzelf omdat hij zich verbeeld had dat hij alles al wist. Hij verontschuldigt zich voor zijn politieke uitlatingen in het verleden en zegt dat hij zijn eigen vijand is geworden. Hij vraagt zich af of iemand echt goed en kwaad uit elkaar kan houden en twijfelt aan de gelijkheid van mensen. Ook laat hij merken dat hij de protesten uit de jaren '60 zat is en dat hij eigenlijk geen zin meer heeft om protestnummers te schrijven. 
In een interview in mei 1965 vertelde Dylan dat hij het schrijven van nummers anders aanpakte dan een jaar eerder. Hij zei dat hij meer "driedimensionale" nummers maakte in plaats van "eendimensionale". Later dat jaar vertelde hij specifiek over My Back Pages: "Ik was toen in mijn New York-fase, of tenminste, ik kwam er net uit. Ik hield nog steeds de 'echte' dingen uit mijn liedjes, omdat ik bang was dat ze verkeerd zouden worden begrepen. Nu maakt het mij niet uit of dat gebeurt." In een ander interview vertelde hij: "Er staan geen nummers op het album die met de vinger wijzen... Nu schrijven heel veel mensen dat soort nummers. Je weet wel, ze wijzen naar alles wat fout is. Ik wil zelf niet meer voor andere mensen schrijven, geen woordvoerder meer zijn."
Hoewel Dylan het nummer al in 1964 uitbracht, voerde hij het pas op 11 juni 1988 voor het eerst live uit in Mountain View (Santa Clara County) tijdens het vierde concert van zijn 'Never Ending Tour', die in dat jaar van start ging. Hij zong een aangepaste versie met twee coupletten minder en met een gitaarsolo van G.E. Smith, toen de leider van zijn begeleidingsband.

### Cover van The Byrds
Op 6 februari 1967 bracht de Amerikaanse rockband The Byrds een cover van My Back Pages uit als onderdeel van hun vierde album Younger Than Yesterday. Deze titel is geïnspireerd door het refrein van dit nummer:
"Ah, but I was so much older then, I'm younger than that now"
("Ach, maar toen was ik zoveel ouder, ik ben nu jonger dan toen")
Manager Jim Dickson had The Byrds, toen in de samenstelling Roger McGuinn (sologitaar en leadzanger), David Crosby (slaggitaar), Chris Hillman (basgitaar) en Michael Clarke (drums), gevraagd of zij My Back Pages wilden opnemen. McGuinn dacht dat het een goede cover zou worden, maar Crosby was bang dat The Byrds bij het publiek niet meer zouden afkomen van het beeld van een 'Dylan-coverband'. Op hun eerste twee albums stonden al zes Dylan-nummers, waarvan Mr. Tambourine Man en All I Really Want to Do veel succes hadden.
Ondanks de bezwaren van Crosby nam de band My Back Pages op tussen 5 en 8 december 1966. Het arrangement kenmerkte zich door de karakteristieke zang en de 12-snarige gitaar van McGuinn, met in de refreinen achtergrondzang in close harmony van Crosby en Hillman. Dit week sterk af van Dylans eigen akkoorden op de akoestische gitaar, maar droeg bij aan de populariteit van het nummer als uiting van mainstream rock. Toen het werd uitgebracht, noemden de critici het een van de beste Dylan-covers van The Byrds.
Op 13 maart 1967 werd het nummer ook als single uitgebracht. Het tweede couplet is uit de singleversie geknipt, waardoor het nummer is ingekort van 3:08 minuten naar 2:31 minuten. De versie op het album was door The Byrds zelf al teruggebracht van zes naar vier coupletten met een gitaarsolo extra. 
My Back Pages werd een hit in de versie van The Byrds. In de Verenigde Staten kwam het tot plaats 30 in de Billboard Hot 100, waarmee het de laatste single is die in hun thuisland de top 40 bereikte. In Canada werd de achttiende plaats gehaald, maar in het Verenigd Koninkrijk kwam de single niet in de UK Singles Chart terecht. In Nederland behaalde het nummer de negentiende plaats in de Top 40 en de achttiende plaats in de Parool Top 20.

### My Back Pagesop Bobfest 1992
Op 16 oktober 1992 speelde My Back Pages een belangrijke rol in The 30th Anniversary Concert Celebration, het ook op dubbelalbum uitgebrachte grootschalige live-concert als eerbetoon aan het 30-jarig jubileum van Bob Dylan. Dit "Bobfest" vond plaats in Madison Square Garden in New York met deelname van vele prominente artiesten die uitsluitend songs van Dylan zongen, met G.E. Smith als muzikaal leider en Booker T. & the M.G.'s als begeleidingsband. Een van de laatste nummers, algemeen beschouwd als een hoogtepunt van dit evenement, was My Back Pages, waarin achtereenvolgens Roger McGuinn, Tom Petty, Neil Young, Eric Clapton, Bob Dylan zelf en George Harrison een couplet zongen. Hierbij werd grotendeels het arrangement van The Byrds gevolgd, maar werden de originele zes (6) coupletten van Dylan in ere hersteld, met toegevoegde gitaarsolo's van Clapton en Young.

### Overige covers
Naast The Byrds hebben meer artiesten My Back Pages gecoverd. Bekende versies zijn van America, The Box Tops, Jackson Browne met Joan Osborne, Marshall Crenshaw, Steve Earle, Dick Gaughan, The Hollies (op het album Hollies Sing Dylan), Keith Jarrett, Eric Johnson, Anna Nalick, The Nice, Po!, Ramones en Carl Verheyen. Ook is een aantal anderstalige versies gemaakt. De Oostenrijkse singer-songwriter Wolfgang Ambros nam het in het Duits op onder de titel Alt und Jung. In 1995 bracht de Duitse rockmuzikant Wolfgang Niedecken een versie uit in het Kölsch dialect met de titel Vill passiert sickher. De Nederlandse band Allez Mama maakte een Nederlandse vertaling onder de titel Niet zo jong als nou, die verscheen op hun album Lagniappe. Ook is er een Japanse versie gemaakt door The Magokoro Brothers, die werd gebruikt in de film Masked and Anonymous, waarin Bob Dylan de hoofdrol speelde.

## Hitnoteringen
Alle hitnoteringen zijn behaald door de versie van The Byrds.

### Nederlandse Top 40
| Hitnotering: 27-05-1967 t/m 08-07-1967 | Hitnotering: 27-05-1967 t/m 08-07-1967 | Hitnotering: 27-05-1967 t/m 08-07-1967 | Hitnotering: 27-05-1967 t/m 08-07-1967 | Hitnotering: 27-05-1967 t/m 08-07-1967 | Hitnotering: 27-05-1967 t/m 08-07-1967 | Hitnotering: 27-05-1967 t/m 08-07-1967 | Hitnotering: 27-05-1967 t/m 08-07-1967 | Hitnotering: 27-05-1967 t/m 08-07-1967 |
| Week                                   | 1                                      | 2                                      | 3                                      | 4                                      | 5                                      | 6                                      | 7                                      |                                        |
| -------------------------------------- | -------------------------------------- | -------------------------------------- | -------------------------------------- | -------------------------------------- | -------------------------------------- | -------------------------------------- | -------------------------------------- | -------------------------------------- |
| Nummer                                 | 27                                     | 23                                     | 21                                     | 19                                     | 27                                     | 31                                     | 40                                     | uit                                    |

### Parool Top 20
| Hitnotering: 10-06-1967 t/m 17-06-1967 | Hitnotering: 10-06-1967 t/m 17-06-1967 | Hitnotering: 10-06-1967 t/m 17-06-1967 | Hitnotering: 10-06-1967 t/m 17-06-1967 |
| Week                                   | 1                                      | 2                                      |                                        |
| -------------------------------------- | -------------------------------------- | -------------------------------------- | -------------------------------------- |
| Nummer                                 | 18                                     | 20                                     | uit                                    |

### NPO Radio 2 Top 2000
| Nummer met noteringen in de NPO Radio 2 Top 2000 | '00 | '01  | '02 | '03 | '04 | '05  | '06  | '07  | '08  | '09  | '10  | '11  |
| ------------------------------------------------ | --- | ---- | --- | --- | --- | ---- | ---- | ---- | ---- | ---- | ---- | ---- |
| My Back Pages                                    | 964 | 1118 | 960 | 960 | 895 | 1112 | 1267 | 1607 | 1191 | 1772 | 1647 | 1670 |

1. ↑  Een vetgedrukt getal geeft de hoogste notering aan.
2. ↑  2000 was het eerste jaar met een notering voor dit nummer.
3. ↑  Deze tabel is bijgewerkt tot en met de laatste editie (2024).